# Debál
Debál (szindhi:ديبل; urdu:ديبل) egy ókori kikötő volt a mai Pakisztán területén, feltételezhetően Karacsi közelében. A közeli Manora-sziget tőszomszédságában volt és Manszurából, majd Tattából irányították.

## Etymology
Az arab történelemkönyvek, leginkább a korai nyolcadik században számolnak be az iszlám Indiai-szubkontinensre érkezéséről, amit úgy írtak le, hogy Dajbul (Dīwal ~ Dībal ديبل ). Az egyik nézet szerint a név a devalaja szanszkrit szóból származik, ami az isten vályoglakhelyét jelenti.

## Történelem
A modern régészek szerint Debalt az 1. században alapították, és hamarosan a legfontosabb kereskedelmi várossá vált Szindhben. A kikötőváros több ezer szindi tengerész otthona volt, beleértve Bavaridzs Ibn Havkalt is, egy 10 századi írót, földrajztudóst és krónikást, aki megemlíti a város kunyhóit, valamint a száraz légkört a város körül, ami nem kedvezett a mezőgazdaságnak. Megemlíti, hogy milyen hatékonyan kezelte a város lakossága a halászhajókat és a kereskedelmet. Az Abbászidák voltak az elsők, akik kőszerkezeteket építettek, beleértve a városfalat és egy fellegvárat.
Debált és a Manora-szigetet meglátogatta Szejdi Ali Reisz, török admirális (1498-1563), aki megemlíti könyvében Mirat ul Memalikben 1554-ben. 1568-ban Debált megtámadta Fernão Mendes Pinto (1509 – 1583) portugál admirális, hogy megpróbálja elfogni, illetve elpusztítani az ott horgonyzó oszmán hajókat. Fernão Mendes Pinto is megerősítette, hogy szindi tengerészek csatlakoztak a török admirális Kurtoğlu Hızır Reis mellé Acehbe (Szumátra) vezető útjára. Debált brit útleírók is meglátogatták, mint Thomas Postans vagy John Elliott. Elliott szerint, aki Tatta város színes útleírásáról híres, Karacsi város egyes részei és a Karacsi kikötőjénél levő Manora-sziget minősül Debálnak.

## További olvasnivaló
- Malcolm Robert Haig. The Indus Delta Country: A Memoir, Chiefly on Its Ancient Geography and History. K. Paul, Trench, Trübner & Co. (1894)

## Fordítás
Ez a szócikk részben vagy egészben  a   Debal című angol Wikipédia-szócikk fordításán alapul.  Az eredeti cikk szerkesztőit annak laptörténete sorolja fel. Ez a jelzés csupán a megfogalmazás eredetét és a szerzői jogokat jelzi, nem szolgál a cikkben szereplő információk forrásmegjelöléseként.